# 藤原富士麻呂
藤原 富士麻呂（ふじわら の ふじまろ）は、平安時代初期の貴族。藤原南家巨勢麻呂流、讃岐守・藤原村田の次男。官位は従四位下・陸奧出羽按察使。

## 経歴
淳和朝において、春宮・正良親王に仕えその寵遇を受ける。天長10年（833年）春宮少進に任ぜられ、やがて近衛将監に転任する。同年3月の正良親王の即位（仁明天皇）に伴い、従五位下・右近衛少将に叙任された。承和4年（837年）阿波介を兼ねる。
承和9年（842年）正月に従五位上に昇叙される。同年9月には伴健岑と橘逸勢が謀反を起こすが、右馬助・佐伯宮成と共に近衛兵を率いて、謀反人を包囲して捕縛に成功（承和の変）。この功労により、富士麻呂は正五位下・右近衛中将に昇進する。承和12年（845年）従四位下。
承和13年（846年）に陸奧出羽按察使として東北地方に下向するが、赴任にあたり清涼殿に招かれ仁明天皇から鄭重な恩詔を受け、被衣と綵帛を賜与された。嘉祥2年（849年）冬に平安京に帰還するが、翌嘉祥3年（850年）春に背中に悪瘡を患い、2月16日に卒去。享年47。最終官位は陸奧出羽按察使従四位下。

## 人物
若い頃から大学で学び、広く史漢に通じた一方、弓馬にも秀でた。性格は温雅であった。長く近衛府の武官を務めたが、よく士卒の歓心を得ることができ、仁明天皇から将軍としての才があると評された。死去の際、人々はみな悲しみ惜しんだという。

## 官歴
『続日本後紀』による。
- 天長10年（833年） 正月：春宮少進。日付不詳：右近衛権将監。3月6日：従五位下。3月24日?：右近衛少将[2]
- 承和4年（837年） 正月12日?：兼阿波介[2]
- 承和8年（841年） 正月13日?：止阿波介[2]
- 承和9年（842年） 正月7日：従五位上。7月25日：正五位下、右近衛中将
- 承和12年（845年） 正月7日：従四位下
- 承和13年（846年） 7月27日：陸奥出羽按察使。9月14日：兼相模権守
- 嘉祥3年（850年） 2月16日：卒去（陸奧出羽按察使従四位下）

## 系譜
『尊卑分脈』による。
- 父：藤原村田
- 母：県犬養以綱の娘
- 妻：紀名虎の娘
  - 男子：藤原敏行（?-901?）